# 259 Aletheia
A 259 Aletheia a Naprendszer kisbolygóövében található aszteroida. Christian Heinrich Friedrich Peters fedezte fel 1886. június 28-án.